# Stara Rawa

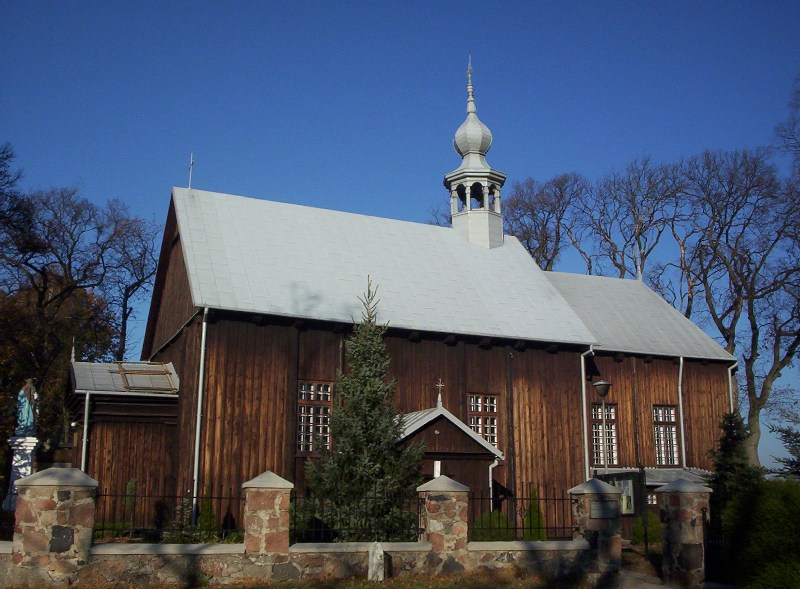
Kirche in Stara Rawa

Stara Rawa (Alte Rawa) ist ein Dorf in Polen, das der Gemeinde Nowy Kawęczyn (Powiat Skierniewicki) in der Woiwodschaft Łódź angehört. Es liegt im Zentrum des Landes – rund 80 Kilometer südwestlich der Landeshauptstadt Warschau. Es liegt am Fluss Rawka.
Das Dorf hat ca. 280 Einwohner.